# Squalus suckleyi
Squalus suckleyi är en hajart som först beskrevs av Girard 1855.  Squalus suckleyi ingår i släktet Squalus och familjen pigghajar. Inga underarter finns listade i Catalogue of Life.